# Condado de Lincoln (Geórgia)
O Condado de Lincoln é um dos 159 condados do Estado americano de Geórgia. A sede do condado é Lincolnton, e sua maior cidade é Lincolnton. O condado possui uma área de 666 km², uma população de 8 348 habitantes, e uma densidade populacional de 15 hab/km² (segundo o censo nacional de 2000). O condado foi fundado em 20 de fevereiro de 1796.